# Table des caractères Unicode/U1950
Cette page contient des caractères spéciaux ou non latins. S’ils s’affichent mal (▯, ?, etc.), consultez la page d’aide Unicode.
Table des caractères Unicode U+1950 à U+197F.

## Taï-le
Lettres (consonnes et voyelles) et signes de ton de l’écriture alphasyllabaire (ou abugida) taï-le utilisé pour transcrire la langue taï-nüa.

### Table des caractères
| en fr  | 0 | 1 | 2 | 3 | 4 | 5 | 6 | 7 | 8 | 9 | A | B | C | D | E | F |
| ------ | - | - | - | - | - | - | - | - | - | - | - | - | - | - | - | - |
| U+1950 | ᥐ | ᥑ | ᥒ | ᥓ | ᥔ | ᥕ | ᥖ | ᥗ | ᥘ | ᥙ | ᥚ | ᥛ | ᥜ | ᥝ | ᥞ | ᥟ |
| U+1960 | ᥠ | ᥡ | ᥢ | ᥣ | ᥤ | ᥥ | ᥦ | ᥧ | ᥨ | ᥩ | ᥪ | ᥫ | ᥬ | ᥭ |   |   |
| U+1970 | ᥰ | ᥱ | ᥲ | ᥳ | ᥴ |   |   |   |   |   |   |   |   |   |   |   |